# Billbergia brasiliensis
Billbergia brasiliensis är en gräsväxtart som beskrevs av Lyman Bradford Smith. Billbergia brasiliensis ingår i släktet Billbergia och familjen Bromeliaceae. Inga underarter finns listade i Catalogue of Life.